# Lates macrophthalmus
The Albert lates (Lates macrophthalmus) là một loài cá thuộc họ Latidae. Nó được tìm thấy ở Cộng hòa Dân chủ Congo và Uganda. Môi trường sống tự nhiên của chúng là hồ nước ngọt.